# Dicranomyia sielediva
Dicranomyia sielediva är en tvåvingeart som först beskrevs av Alexander 1960.  Dicranomyia sielediva ingår i släktet Dicranomyia och familjen småharkrankar.
Artens utbredningsområde är Sri Lanka. Inga underarter finns listade i Catalogue of Life.